# Theristus (D.) trabeculosum
Theristus (D.) trabeculosum är en rundmaskart. Theristus (D.) trabeculosum ingår i släktet Theristus, och familjen Monhysteridae. Arten är reproducerande i Sverige.